# Elissa Landi

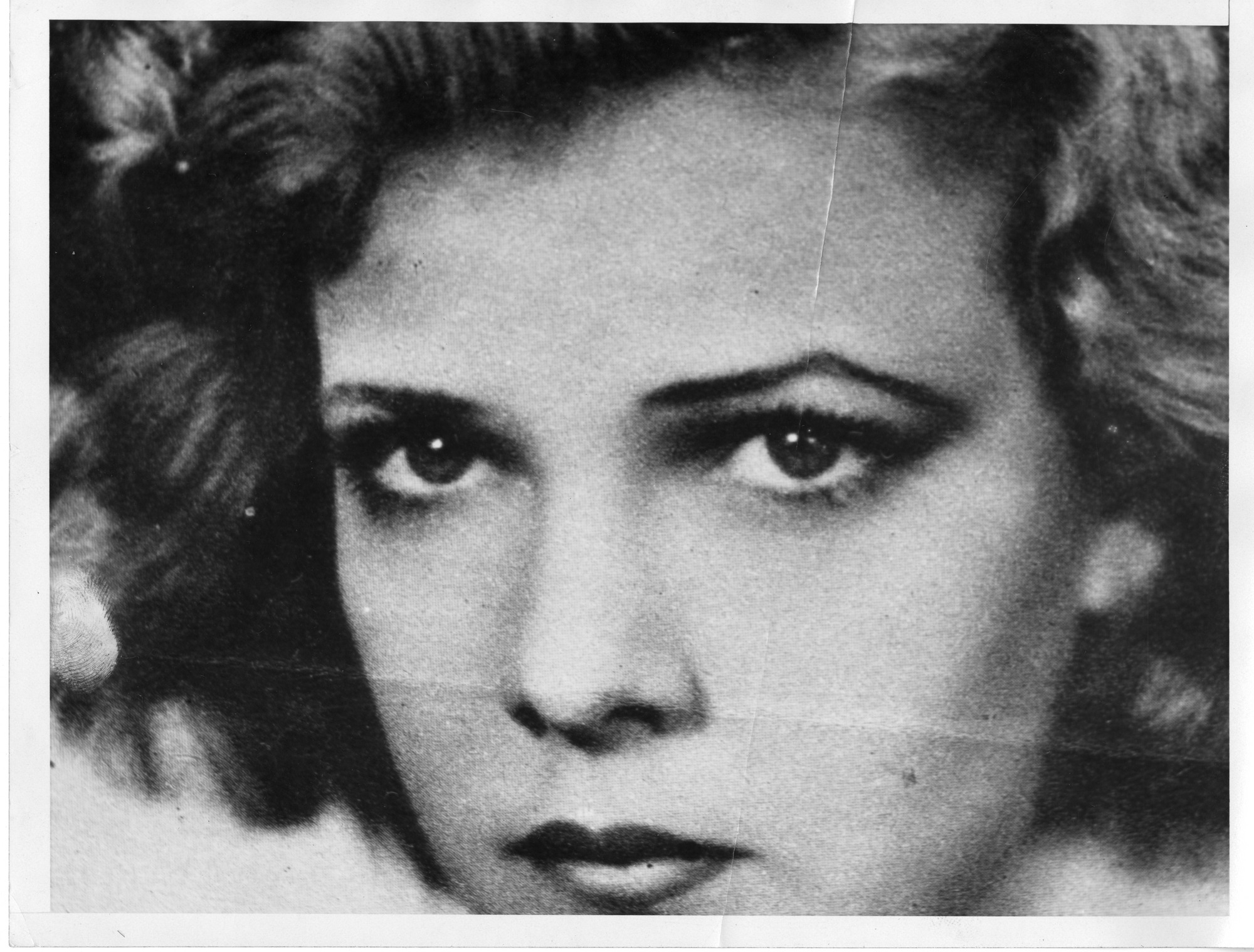
Landi en 1932

Elissa Landi (nacida como Elisabeth Marie Christine von Kühnelt; 6 de diciembre de 1904 - 21 de octubre de 1948) fue una actriz austriaco-estadounidense, popular como intérprete en películas de Hollywood de los años 20 y 30. Afirmaba "descender de la famosa Sisi" y destacó por su supuesto porte aristocrático.

## Biografía
Landi nació como Elizabeth Marie Christine von Kühnelt en Venecia, Italia, hija del militar austriaco Ricardo Kühnelt y su esposa Carolina (más tarde, "Condesa Carolina Zarnardi Landi"). Fue criada en el pueblo de Kleinhart, en la Baja Austria, cerca de Viena, hasta el divorcio de sus padres. Más tarde se educó en Inglaterra. De 1928 a 1936 estuvo casada con John Cecil Lawrence,[cita requerida] y de 1943 a 1948 con Curtis Kinney Thomas.
La primera ambición de Landi fue ser escritora. Escribió su primera novela a los veinte años y retomó la escritura durante las pausas de su carrera como actriz. Debutó en el teatro en Dandy Dick (1923). Se unió a la Oxford Repertory Company a una edad temprana y apareció en muchas producciones teatrales británicas y estadounidenses de éxito. En 1926 protagonizó Blind Alley, de Dorothy Brandon, en el West End.[cita requerida]
Durante la década de 1920 actuó en películas británicas, francesas y alemanas antes de viajar a Estados Unidos para participar en una producción de Broadway de A Farewell to Arms (1930). Otros de sus trabajos en Broadway fueron Empress of Destiny (1938), Apology (1943), y Dark Hammock (1944).
Firmó un contrato con Fox Film Corporation (posteriormente 20th Century Fox) en 1931. Fue emparejada con éxito con algunos de los principales protagonistas, como David Manners, Charles Farrell, Warner Baxter y Ronald Colman, en dramas románticos como Body and Soul (1931, en la que también actuó Humphrey Bogart).
En 1931, protagonizó la película de la Fox The Yellow Ticket junto a un joven Laurence Olivier, Lionel Barrymore y Boris Karloff. Fue dirigido por Raoul Walsh. La película estaba basada en la obra de teatro de Michael Morton de 1914 y trataba de una joven judía que obtiene un pasaporte de prostituta durante un periodo en el que a los judíos no se les permitía tal libertad para poder viajar por la Rusia zarista a visitar a su padre enfermo.

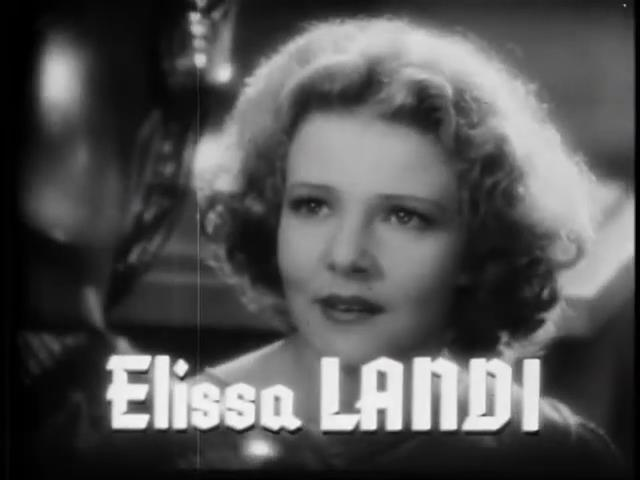
Tráiler de The Sign of the Cross (1932)

La Fox la cedió a la Paramount en 1932 para interpretar a Mercia, la protagonista femenina de The Sign of the Cross, de Cecil B. DeMille, adaptación de la obra teatral del mismo nombre. DeMille dijo que la eligió para el papel porque "en sus ojos está la profundidad de los tiempos, hoy en su cuerpo y mañana en su espíritu".
Landi viajó con Katharine Hepburn.
Protagonizó el éxito de taquilla The Count of Monte Cristo (1934) con Robert Donat.
Su contrato con la Fox se canceló abruptamente en 1936 cuando rechazó un papel concreto. Metro-Goldwyn-Mayer la contrató y, tras un par de dramas románticos, interpretó a la prima de Myrna Loy en After the Thin Man (1936). Se retiró de la actuación en 1943, tras rodar sólo dos películas más.
Landi se nacionalizó estadounidense en 1943 y se dedicó a escribir seis novelas y una serie de poemas. Publicó su primera novela a los diecinueve años. Siguió escribiendo novelas en el apogeo de su fama cinematográfica y durante el resto de su corta vida.
Murió de cáncer en Kingston, Nueva York, a los 43 años y fue enterrada en el Oak Hill Cemetery de Newburyport, Massachusetts.[cita requerida]
Landi tiene una estrella en el Paseo de la Fama de Hollywood por su contribución al cine, en el 1611 de Vine Street.

## Filmografía

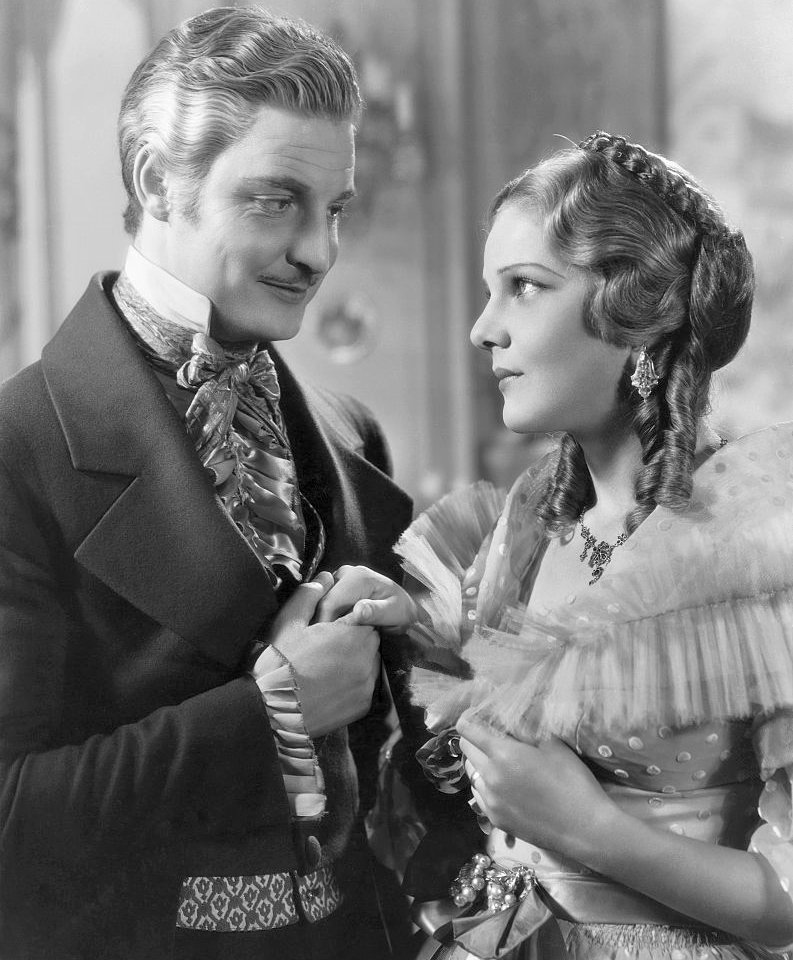
Robert Donat y Landi en The Count of Monte Cristo (1934)

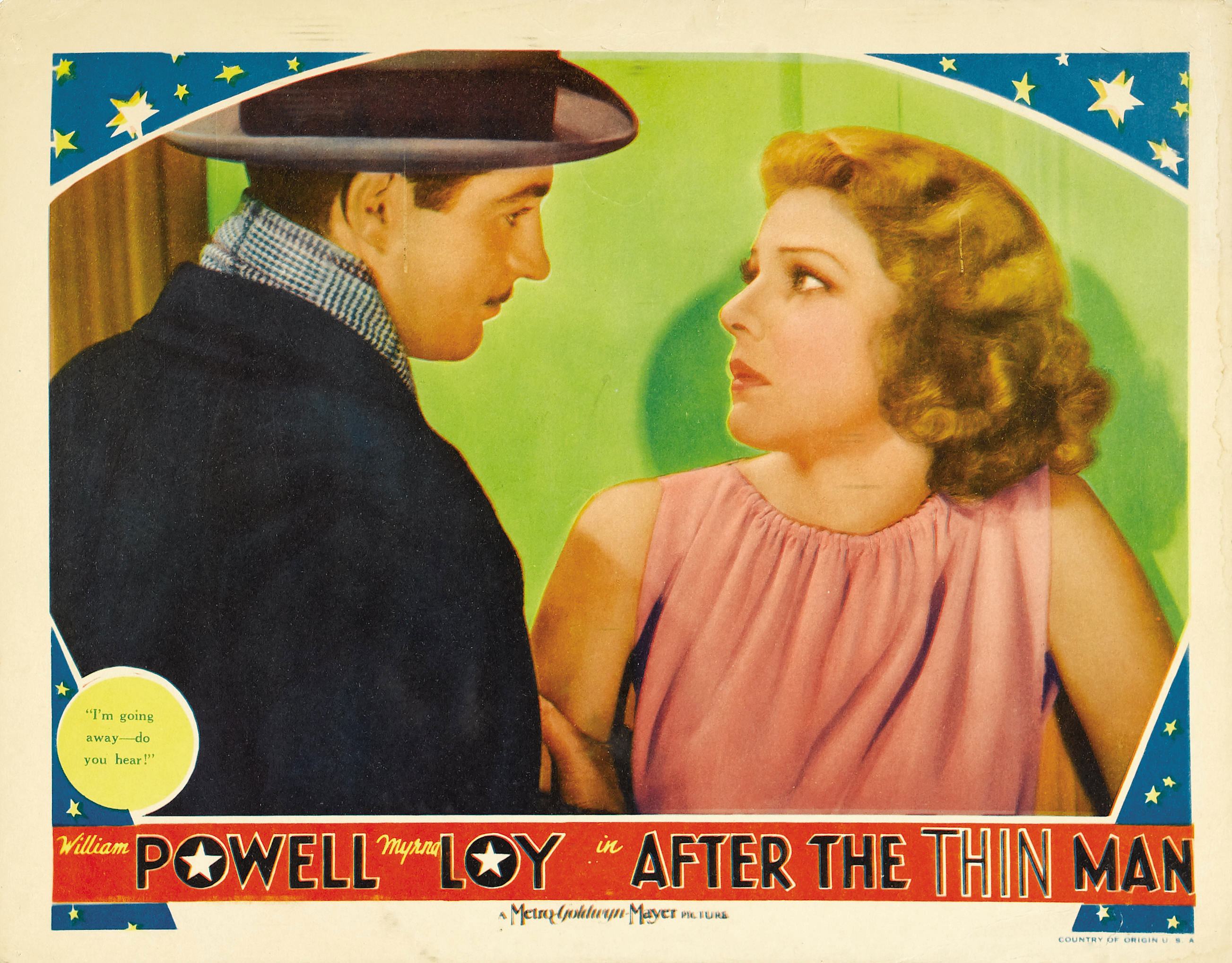
Cartel cinematográfico de After the Thin Man (1936)

| Año  | Película                  | Papel                           | Director                | Notas            |
| ---- | ------------------------- | ------------------------------- | ----------------------- | ---------------- |
| 1926 | London                    | Alice Cranston                  | Herbert Wilcox          | Película perdida |
| 1928 | Bolibar                   | Françoise-Marie / La Monita     | Walter Summers          |                  |
| 1928 | Underground               | Nell                            | Anthony Asquith         |                  |
| 1928 | Sin                       | Jeanne, esposa de Gérard        | Gustaf Molander         |                  |
| 1929 | The Inseparables          | Velda                           | John Stafford           |                  |
| 1930 | The Parisian              | Yvonne                          | Jean de Limur           |                  |
| 1930 | Knowing Men               | Korah Harley                    | Elinor Glyn             |                  |
| 1930 | The Price of Things       | Anthea Dane                     | Elinor Glyn             |                  |
| 1930 | Children of Chance        | Binnie/Lia Monta                | Alexander Esway         |                  |
| 1931 | Body and Soul             | Carla                           | Alfred Santell          |                  |
| 1931 | Always Goodbye            | Lila Banning                    | William Cameron Menzies |                  |
| 1931 | Wicked                    | Margot Rande                    | Allan Dwan              |                  |
| 1931 | The Yellow Ticket         | Marya Kalish                    | Raoul Walsh             |                  |
| 1932 | Devil's Lottery           | Evelyn Beresford                | Sam Taylor              |                  |
| 1932 | The Woman in Room 13      | Laura Ramsey                    | Henry King              |                  |
| 1932 | A Passport to Hell        | Myra Carson                     | Frank Lloyd             |                  |
| 1932 | The Sign of the Cross     | Mercia                          | Cecil B. DeMille        |                  |
| 1933 | The Warrior's Husband     | Antiope                         | Walter Lang             |                  |
| 1933 | I Loved You Wednesday     | Vicki Meredith                  | William Cameron Menzies |                  |
| 1933 | The Masquerader           | Eve Chilcote                    | Richard Wallace         |                  |
| 1933 | By Candlelight            | Marie                           | James Whale             |                  |
| 1934 | Man of Two Worlds         | Joan Pemberton                  | J. Walter Ruben         |                  |
| 1934 | The Great Flirtation      | Zita Marishka                   | Ralph Murphy            |                  |
| 1934 | Sisters Under the Skin    | Judy O'Grady aka Blossom Bailey | David Burton            |                  |
| 1934 | The Count of Monte Cristo | Mercedes de Rosas               | Rowland V. Lee          |                  |
| 1935 | Königsmark                | Princesa Aurore                 | Maurice Tourneur        |                  |
| 1935 | Enter Madame              | Lisa Della Robbia               | Elliott Nugent          |                  |
| 1935 | Without Regret            | Jennifer Gage                   | Harold Young            |                  |
| 1936 | The Amateur Gentleman     | Lady Cleone Meredith            | Thornton Freeland       |                  |
| 1936 | Mad Holiday               | Peter Dean                      | George B. Seitz         |                  |
| 1936 | After the Thin Man        | Selma Landis                    | W. S. Van Dyke          |                  |
| 1937 | The Thirteenth Chair      | Helen Trent                     | George B. Seitz         |                  |
| 1943 | Corregidor                | Dr. Royce Lee                   | William Nigh            |                  |

## Apariciones en radio
| Año  | Programa | Episodio/fuente |
| ---- | -------- | --------------- |
| 1943 | Suspense | ???             |